# Bilopillja
Bilopillja (ukrajinsky Білопілля; rusky Белополье – Belopolje) je město v Sumské oblasti na Ukrajině. Leží u ústí říčky Kryhy do Vyru (přítoku Sejmu) při západním okraji oblasti blízko hranice s ruskou Kurskou oblastí a ve vzdálenosti 42 kilometrů na severozápad od Sum, správního střediska celé oblasti. V roce 2011 žilo v Bilopillji bezmála sedmnáct tisíc obyvatel.

## Dějiny
V roce 1644 byla Bilopillji dána Magdeburská práva.

## Významní rodáci
- Anton Semjonovič Makarenko (1888–1939), ruský pedagog
- Oleksandr Oles (1878–1944), ukrajinský spisovatel